# Lijst van voetbalinterlands Joegoslavië - Noorwegen
Deze lijst van voetbalinterlands is een overzicht van alle officiële voetbalwedstrijden tussen de nationale teams van Joegoslavië en Noorwegen. De landen hebben dertien keer tegen elkaar gespeeld. De eerste ontmoeting was een vriendschappelijke wedstrijd in Oslo op 19 juni 1949. Het laatste duel, een groepswedstrijd tijdens het Europees kampioenschap voetbal 2000, vond plaats op 18 juni 2000 in Luik (België).

## Wedstrijden
| №  | Plaats   | Datum            | Competitie           | Wedstrijd               | Uitslag |
| -- | -------- | ---------------- | -------------------- | ----------------------- | ------- |
| 1  | Oslo     | 19 juni 1949     | Vriendschappelijk    | Noorwegen − Joegoslavië | 1 − 3   |
| 2  | Belgrado | 5 november 1950  | Vriendschappelijk    | Joegoslavië − Noorwegen | 4 − 0   |
| 3  | Oslo     | 23 augustus 1951 | Vriendschappelijk    | Noorwegen − Joegoslavië | 2 − 4   |
| 4  | Zagreb   | 25 juni 1952     | Vriendschappelijk    | Joegoslavië − Noorwegen | 4 − 1   |
| 5  | Oslo     | 16 juni 1965     | WK 1966 kwalificatie | Noorwegen − Joegoslavië | 3 − 0   |
| 6  | Belgrado | 7 november 1965  | WK 1966 kwalificatie | Joegoslavië − Noorwegen | 1 − 1   |
| 7  | Belgrado | 30 oktober 1974  | EK 1976 kwalificatie | Joegoslavië − Noorwegen | 3 − 1   |
| 8  | Oslo     | 9 juni 1975      | EK 1976 kwalificatie | Noorwegen − Joegoslavië | 1 − 3   |
| 9  | Oslo     | 13 oktober 1982  | EK 1984 kwalificatie | Noorwegen − Joegoslavië | 3 − 1   |
| 10 | Belgrado | 12 oktober 1983  | EK 1984 kwalificatie | Joegoslavië − Noorwegen | 2 − 1   |
| 11 | Oslo     | 14 juni 1989     | WK 1990 kwalificatie | Noorwegen − Joegoslavië | 1 − 2   |
| 12 | Sarajevo | 11 oktober 1989  | WK 1990 kwalificatie | Joegoslavië − Noorwegen | 1 − 0   |
| 13 | Luik     | 18 juni 2000     | EK 2000              | Noorwegen − Joegoslavië | 0 − 1   |

## Samenvatting
| Competitie        | Totaal gespeeld | Winst Joegoslavië | Gelijk | Winst Noorwegen | Doelsaldo Joegoslavië – Noorwegen |
| ----------------- | --------------- | ----------------- | ------ | --------------- | --------------------------------- |
| WK-kwalificatie   | 4               | 2                 | 1      | 1               | 4 − 5                             |
| EK-eindronde      | 1               | 1                 | 0      | 0               | 1 − 0                             |
| EK-kwalificatie   | 4               | 3                 | 0      | 1               | 9 − 6                             |
| Vriendschappelijk | 4               | 4                 | 0      | 0               | 15 − 4                            |
| Totaal            | 13              | 10                | 1      | 2               | 29 − 15                           |